# Sainte-Geneviève (Oise)
Pour les articles homonymes, voir Sainte-Geneviève.
Sainte-Geneviève est une commune française située dans le département de l'Oise en région Hauts-de-France.
Ses habitants sont les Génovéfains et les Génovéfines.

## Géographie

### Description
La commune de Sainte Geneviève est située au sud du département de l'Oise et fait partie du pays de Thelle.
Le bourg s'étire le long de la route nationale 1 (Paris - Calais) qui place Sainte-Geneviève à une vingtaine de kilomètres de Beauvais et à une cinquantaine de kilomètres de Paris.
Le territoire communal est formé d'un haut plateau, d'une altitude moyenne de 200 mètres, entaillé profondément par des vallées sèches au nord-ouest et au sud-est et la Falaise du Thelle, colline crayeuse qui va des bords de l'Oise, au niveau de Boran-sur-Oise, jusqu'à Gournay.

### Communes limitrophes
| Noailles                |                  | Cauvigny  |
| Laboissière-en-Thelle   | Sainte-Geneviève |           |
| Mortefontaine-en-Thelle |                  | Novillers |

### Hameaux et écarts
La commune comptait quatre hameaux : le Petit Fercourt, la Fusée, la Croix et le Camp du Puits. Seuls les deux premiers subsistent, les deux derniers ayant été progressivement intégrés au village.

### Hydrographie
La commune est située dans le bassin Seine-Normandie. Elle n'est drainée par aucun cours d'eau,.

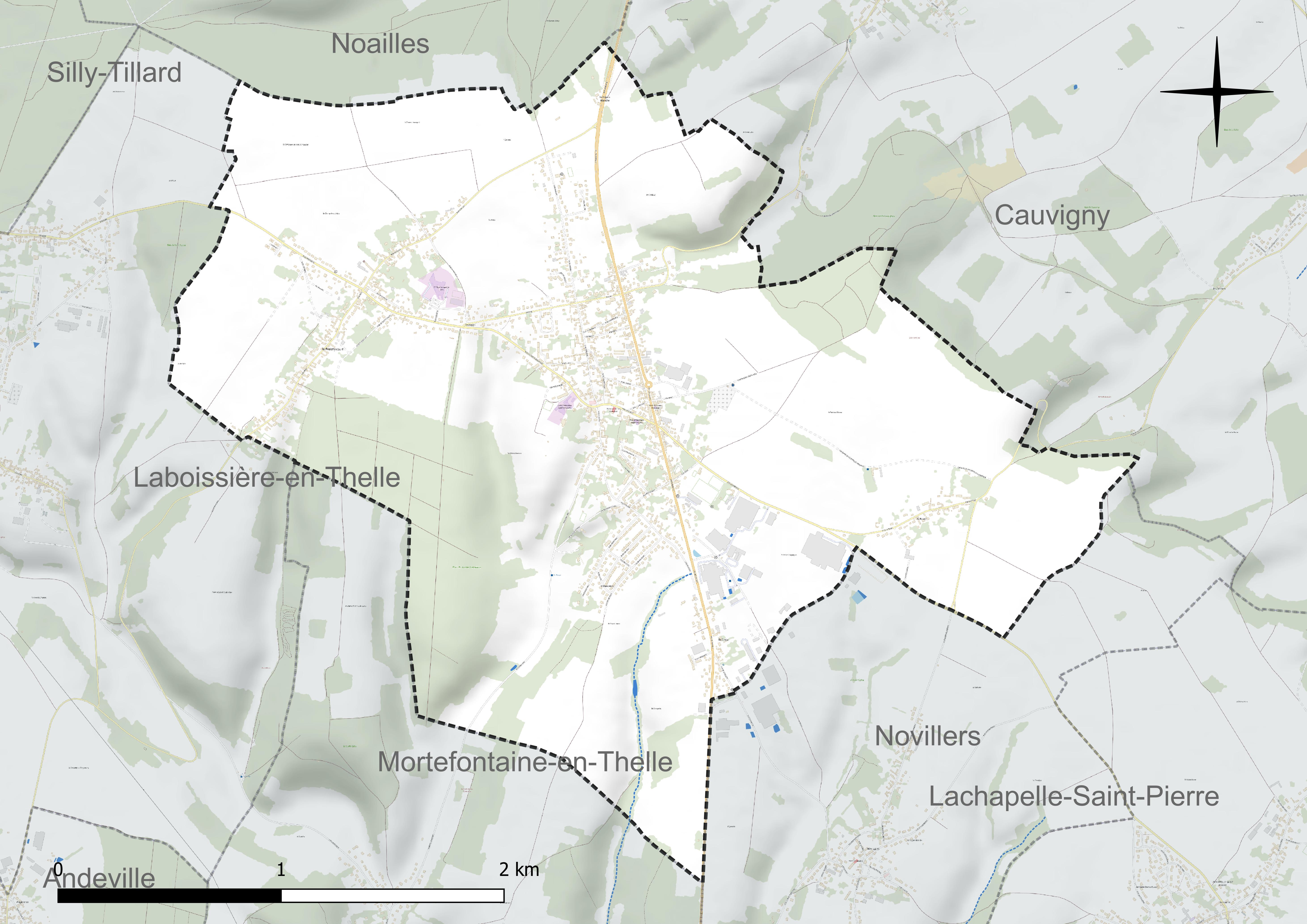
Réseau hydrographique de Sainte-Geneviève.

### Climat
Pour des articles plus généraux, voir Climat des Hauts-de-France et Climat de l'Oise.
En 2010, le climat de la commune est de type climat océanique dégradé des plaines du Centre et du Nord, selon une étude du CNRS s'appuyant sur une série de données couvrant la période 1971-2000. En 2020, Météo-France publie une typologie des climats de la France métropolitaine dans laquelle la commune est exposée à un climat océanique et est dans la région climatique  Sud-ouest du bassin Parisien, caractérisée par une faible pluviométrie, notamment au printemps (120 à 150 mm) et un hiver froid (3,5 °C). 
Pour la période 1971-2000, la température annuelle moyenne est de 10 °C, avec une amplitude thermique annuelle de 14,3 °C. Le cumul annuel moyen de précipitations est de 775 mm, avec 11,9 jours de précipitations en janvier et 8,7 jours en juillet. Pour la période 1991-2020, la température moyenne annuelle observée sur la station météorologique la plus proche, située sur la commune de Tillé à 20 km à vol d'oiseau, est de 11,0 °C et le cumul annuel moyen de précipitations est de 655,5 mm,. Pour l'avenir, les paramètres climatiques de la commune estimés pour 2050 selon différents scénarios d'émission de gaz à effet de serre sont consultables sur un site dédié publié par Météo-France en novembre 2022.

## Urbanisme

### Typologie
Au 1er janvier 2024, Sainte-Geneviève est catégorisée bourg rural, selon la nouvelle grille communale de densité à sept niveaux définie par l'Insee en 2022.
Elle appartient à l'unité urbaine de Sainte-Geneviève, une unité urbaine monocommunale constituant une ville isolée,. Par ailleurs la commune fait partie de l'aire d'attraction de Paris, dont elle est une commune de la couronne,. 

### Occupation des sols
L'occupation des sols de la commune, telle qu'elle ressort de la base de données européenne d'occupation biophysique des sols Corine Land Cover (CLC), est marquée par l'importance des territoires agricoles (60,2 % en 2018), en diminution par rapport à 1990 (61,4 %). La répartition détaillée en 2018 est la suivante : 
terres arables (60 %), zones urbanisées (19,4 %), forêts (16,5 %), zones industrielles ou commerciales et réseaux de communication (3,9 %), zones agricoles hétérogènes (0,2 %). L'évolution de l'occupation des sols de la commune et de ses infrastructures peut être observée sur les différentes représentations cartographiques du territoire : la carte de Cassini (XVIIIe siècle), la carte d'état-major (1820-1866) et les cartes ou photos aériennes de l'IGN pour la période actuelle (1950 à aujourd'hui).

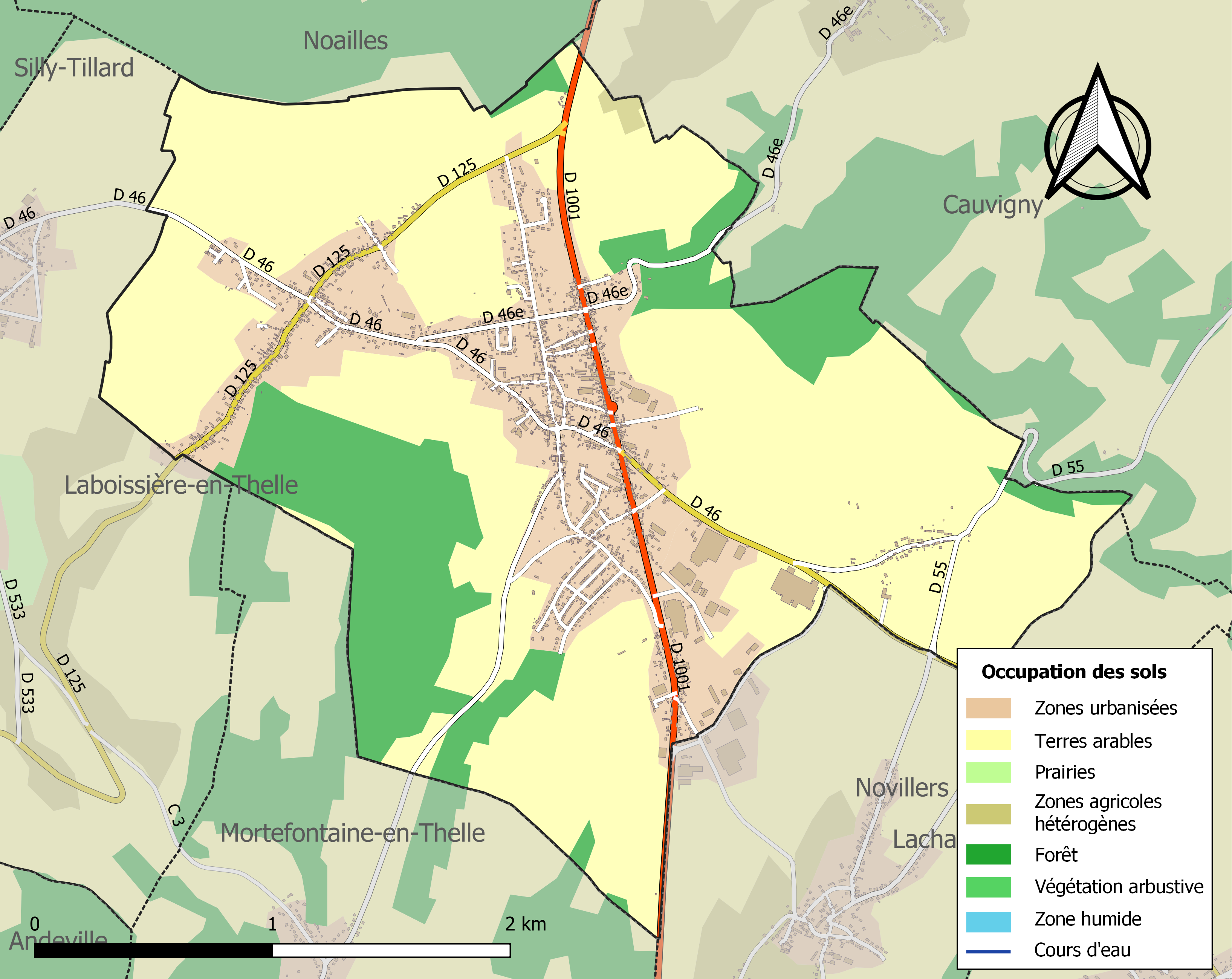
Carte des infrastructures et de l'occupation des sols de la commune en 2018 (CLC).

### Voies de communication et transports
La commune est desservie, en 2023, par les lignes 620, 621, 622, 6108, 6121, 6138, 6141, 6142 et 6202 du réseau interurbain de l'Oise.

## Toponymie
Le nom de la localité est attesté sous les formes Sancte Genovefe (vers 1104) ; Godoinus de sancta Genevefa (vers 1220) ; in domo de Sa Genovefa (1227) ; de Sancta Genovefa (1237) ; in granchia Sce genevefe (XIIIe) ; Johannes de sancta Genovefa (1268) ; Sainte Geneviefve (1375) ; Ste Geunevefve (1400) ; eccl. Sa Genovefa (XVe) ; Saincte Geneviefve (1532) ; Ste Geneviefve (1667) ; Sainte Geneviève Petit Fercourt (XVIIIe) ; Montcailloux (1794) ; Sainte-Geneviève (1840).

La paroisse était dénommée en 1104 Sancta Genovefa, prénom latinisé d'origine germanique, en référence à Geneviève de Paris.
Durant la Révolution, la commune porte le nom de Montcailloux en 1793, avant de reprendre le toponyme de Sainte-Genevière en 1801.

## Histoire
Sainte-Geneviève s'est implantée à proximité d'un ancien site acheuléen. La voie romaine Paris - Beauvais passait à l'emplacement du hameau de la Croix.
Fondation au Moyen Âge en 1333 d'un Hôtel-Dieu par Jean d'Osmont et sa femme Jeanne de Maignier, avec une chapelle dédiée à sain Hubert.
En 1579, alors que le hameau de Novilliers dépendait encore de la paroisse de Sainte-Genevière, le curé de Sainte-Geneviève fut privé d'une redevance annuelle, au bénéfice de son vicaire établi à Novilliers. De cette animosité, une fracture s'établit entre ces deux communautés, toujours administrativement liées. Au moment de la Révolution, Novilliers tenta d'obtenir la reconnaissance de son autonomie de Sainte-Geneviève, profitant de la création des communes et des élections municipales décrétées par l'Assemblée nationale constituante pour former illégalement une municipalité dissidente. 
La commune de Sainte-Geneviève, instituée lors de la Révolution française, absorbe entre 1790 et 1794 celle de La Croix. 
En 1835, Novillers est détaché de Sainte-Geneviève et prend son autonomie communale.
Sainte-Geneviève a connu une importante activité de tabletterie, puis s'est spécialisé dans la fabrication de corne et d'éventails, puis à partir de 1835 dans la production de brosses à dents et de boutons.
La commune de Sainte-Geneviève, réputée pour avoir été l'un des premiers et des principaux centres de tabletterie de la région au début du XIXe siècle, n'a laissé que peu de témoignages architecturaux significatifs de cette industrie, notamment en raison de l'organisation dispersée, particulière, et donc quasi artisanale des nombreux ateliers.
L'usine Lesieur-Lesbroussart est l'un des rares témoins industriels de cette activité. L'étude archéologique et stylistique permet de dater les bâtiments du 3e quart du XIXe siècle, notamment le grand atelier de fabrication et les bureaux attenants, ainsi que le logement patronal, dont le vocabulaire ornemental s'inscrit dans le courant néo dix-huitième de l'époque. Il semble que l'usine appartienne d'abord à Pascal Lesbroussart, dont les initiales sont sculptées au sommet de la lucarne du logement patronal. Mais en 1882, l'entreprise suit le mouvement économique de concentration amorcé quelques années plus tôt. Elle devient alors la société Lesieur-Lesbroussart et Cie, spécialisée dans la fabrication d'éventails en nacre, ivoire et bois des îles. L'activité se poursuit jusque vers 1935. L'année suivante, la cheminée est démontée. Par la suite, le site est occupé par une usine d'emboutissage avant d'être désaffecté. Les bâtiments industriels sont actuellement loués à diverses activités de service.
1893 : présence d'une machine à vapeur.

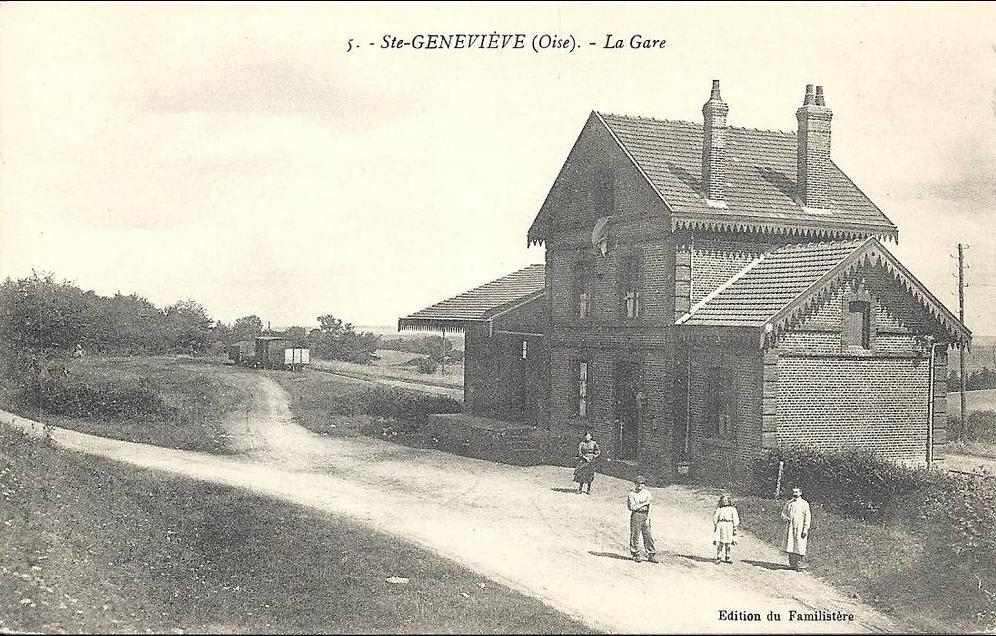
Carte postale de la gare au début du XXe siècle.

La commune a été desservie de 1880 à 1949 par le chemin de fer de Hermes à Beaumont, une ligne de chemin de fer secondaire à voie métrique.

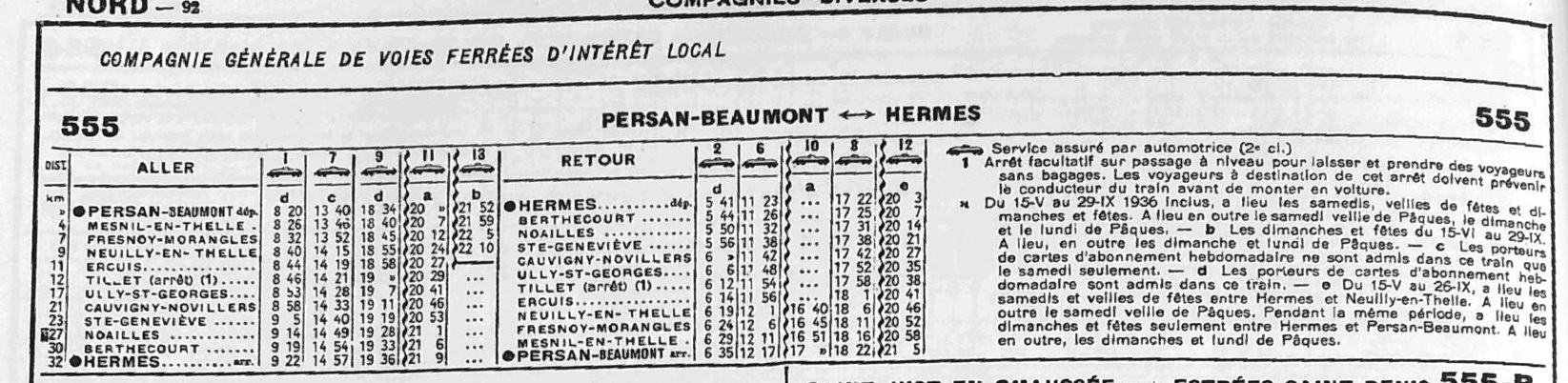
Horaires du service d'hiver 1936. Du temps de la vapeur, il fallait deux heures pour faire le trajet total de la ligne. En 1936, avec la mise en place d'autorails, le temps de trajet était réduit à une heure environ.

Vers 1927, un ex-prisonnier de guerre, M. Magnien, fit venir d'Allemagne trois souffleurs de verre spécialistes en thermométrie médicale. Ces souffleurs formèrent les ouvriers français au soufflage ainsi qu'à la gravure. À cette époque, les pompes à vide n'étaient pas utilisées et le remplissage des réservoirs de mercure se faisait par le " bouillage" qui consistait à porter le métal à ébullition afin qu'il grimpe dans la colonne prismatique et atteigne un réservoir supplémentaires provisoire. Chaque thermomètre était gravé à la main et les divisions entre 35 et 42° étaient tracées au tire-ligne. L'usine a employé jusqu'à une trentaine d'ouvriers (souffleurs, graveurs, fermeuses). On y fabriquait des thermomètres à usage vétérinaire, pour des souris ou des animaux plus gros. On y fabriqua aussi des thermomètres au centième de degré pour mesurer la température au moment de l'ovulation féminine. L'usine a définitivement cessé de fonctionner en août 1995.
En 1934, la commune comptait onze cafés.
La commune a connu d'autres entreprises et une industrialisation importante à compter des années 1960. Avec tout d'abord Fileca, entreprise de pointe dans le domaine de la câblerie spécialisée. Si l'entreprise existe encore sous le nom de Draka, après avoir connu un effectif de quelque 450 salariés au milieu des années 1980. Ils ne sont aujourd'hui[Quand ?] qu'environ 170. Elle a connu quelques rachats depuis le milieu des années 1990. Autre, entreprise importante Orgarex rachetée par Esselte Dymo. Elle a connu jusqu'à 350 salariés mais à la suite de plusieurs plans sociaux, elle cessera son activité sur ce site début 2008 qui est devenu une pépinière d'entreprises. D'autres entreprises telles que Fechoz, Prévôté, Hermes ont été amenées à cesser leur activité dans les décennies 1990 - 2000.

## Politique et administration

### Rattachements administratifs et électoraux
La commune se trouve dans l'arrondissement de Beauvais du département de l'Oise. Pour l'élection des députés, elle fait partie de la deuxième circonscription de l'Oise.
Elle faisait partie depuis 1801 du canton de Noailles. Dans le cadre du redécoupage cantonal de 2014 en France, la commune est intégrée au canton de Chaumont-en-Vexin

### Intercommunalité
La commune a adhéré en 2000 à la communauté de communes du pays de Thelle (CCPT).
Dans le cadre des dispositions de la loi portant nouvelle organisation territoriale de la République (Loi NOTRe) du 7 août 2015, qui prévoit que les établissements publics de coopération intercommunale (EPCI) à fiscalité propre doivent avoir un minimum de 15 000 habitants, le préfet de l'Oise a publié en octobre 2015 un projet de nouveau schéma départemental de coopération intercommunale, qui prévoit la fusion de plusieurs intercommunalités, et en particulier de la communauté de communes du Pays de Thelle et de la communauté de communes la Ruraloise, formant ainsi une intercommunalité de 42 communes et de 59 626 habitants,.
La nouvelle intercommunalité, dont est membre la commune et dénommée communauté de communes Thelloise, est créée par un arrêté préfectoral du 30 novembre 2016 qui a pris effet le 1er janvier 2017.

### Liste des maires
| Période                                  | Période                    | Identité             | Étiquette | Qualité                                                                                          |
| ---------------------------------------- | -------------------------- | -------------------- | --------- | ------------------------------------------------------------------------------------------------ |
| Les données manquantes sont à compléter. |                            |                      |           |                                                                                                  |
| octobre 1947                             | mars 1965                  | Arsène Honet         |           |                                                                                                  |
| mars 1965                                | mars 1983                  | Henri Denis          |           |                                                                                                  |
| mars 1983                                | mars 1989                  | Pierre Legrand       |           |                                                                                                  |
| mars 1989                                | juin 1995                  | Maurice Objois       |           |                                                                                                  |
| juin 1995                                | juillet 2020               | Jacqueline Vanbersel | DVD       | Vice-présidente de la CC du Pays de Thelle et Ruraloise (2017 →) Réélue pour le mandat 2014-2020 |
| juillet 2020                             | En cours (au 29 juin 2020) | Daniel Vereecke      |           |                                                                                                  |

## Population et société

### Démographie

#### Évolution démographique
L'évolution du nombre d'habitants est connue à travers les recensements de la population effectués dans la commune depuis 1793. Pour les communes de moins de 10 000 habitants, une enquête de recensement portant sur toute la population est réalisée tous les cinq ans, les populations de référence des années intermédiaires étant quant à elles estimées par interpolation ou extrapolation. Pour la commune, le premier recensement exhaustif entrant dans le cadre du nouveau dispositif a été réalisé en 2008.

En 2022, la commune comptait 3 478 habitants, en évolution de +10,1 % par rapport à 2016 (Oise : +0,87 %, France hors Mayotte : +2,11 %).
| 1793 | 1800 | 1806  | 1821  | 1831  | 1836 | 1841  | 1846  | 1851  |
| ---- | ---- | ----- | ----- | ----- | ---- | ----- | ----- | ----- |
| 942  | 961  | 1 005 | 1 020 | 1 124 | 963  | 1 014 | 1 201 | 1 269 |

| 1856  | 1861  | 1866  | 1872  | 1876  | 1881  | 1886  | 1891  | 1896  |
| ----- | ----- | ----- | ----- | ----- | ----- | ----- | ----- | ----- |
| 1 390 | 1 519 | 1 403 | 1 628 | 1 657 | 1 720 | 1 695 | 1 716 | 1 546 |

| 1901  | 1906  | 1911  | 1921  | 1926  | 1931  | 1936  | 1946  | 1954  |
| ----- | ----- | ----- | ----- | ----- | ----- | ----- | ----- | ----- |
| 1 558 | 1 521 | 1 341 | 1 312 | 1 314 | 1 201 | 1 112 | 1 015 | 1 197 |

| 1962  | 1968  | 1975  | 1982  | 1990  | 1999  | 2006  | 2008  | 2013  |
| ----- | ----- | ----- | ----- | ----- | ----- | ----- | ----- | ----- |
| 1 228 | 1 289 | 1 696 | 2 011 | 2 422 | 2 577 | 2 631 | 2 647 | 2 889 |

| 2018  | 2022  | - | - | - | - | - | - | - |
| ----- | ----- | - | - | - | - | - | - | - |
| 3 301 | 3 478 | - | - | - | - | - | - | - |

#### Pyramide des âges
La population de la commune est relativement jeune.
En 2018, le taux de personnes d'un âge inférieur à 30 ans s'élève à 42,0 %, soit au-dessus de la moyenne départementale (37,3 %). À l'inverse, le taux de personnes d'âge supérieur à 60 ans est de 18,1 % la même année, alors qu'il est de 22,8 % au niveau départemental.
En 2018, la commune comptait 1 632 hommes pour 1 669 femmes, soit un taux de 50,56 % de femmes, légèrement inférieur au taux départemental (51,11 %).
Les pyramides des âges de la commune et du département s'établissent comme suit.
| Hommes | Classe d’âge | Femmes |
| ------ | ------------ | ------ |
| 0,6    | 90 ou +      | 0,7    |
| 3,4    | 75-89 ans    | 5,6    |
| 12,6   | 60-74 ans    | 13,4   |
| 18,4   | 45-59 ans    | 17,9   |
| 21,3   | 30-44 ans    | 22,3   |
| 17,2   | 15-29 ans    | 16,2   |
| 26,6   | 0-14 ans     | 24,1   |

| Hommes | Classe d’âge | Femmes |
| ------ | ------------ | ------ |
| 0,5    | 90 ou +      | 1,4    |
| 5,5    | 75-89 ans    | 7,6    |
| 15,6   | 60-74 ans    | 16,3   |
| 20,8   | 45-59 ans    | 20     |
| 19,4   | 30-44 ans    | 19,4   |
| 17,6   | 15-29 ans    | 16,2   |
| 20,6   | 0-14 ans     | 19,1   |

### Enseignement
En 2016, la commune compte une école maternelle, deux écoles primaires, un collège, un restaurant scolaire et un centre d'accueil périscolaire. Compte tenu de la croissance de la population et notamment des jeunes familles, la commune engage en 2016 la construction d'une nouvelle cantine et d'une sale polyvalente qui devraient être livrées en 2018.

### Santé
L'OPAC de l'Oise aménage en 2016 une maison médicale permettant de regrouper trois infirmiers, un dentiste et un médecin.

## Économie
La commune accueille notamment l'entreprise Draka Fileca (groupe Prysmian), fondée en 1964 par Henri Cholley et qui, en 2016, est l'une des trois entreprises françaises qui fabriquent des câbles pour l'aviation. 80 % de sa production est destinée aux Airbus A320, A380 et autres avions commerciaux. Compte-tenu de son carnet de commandes, elle prévoit d'investir 5 à 10 millions d'euros pour agrandir l'entreprise, faisant passer les effectifs de 170 à 225 salariés.

## Culture locale et patrimoine

### Lieux et monuments
- Église Sainte-Geneviève du XIIIe siècle, inscrite à l'inventaire supplémentaire des Monuments Historiques en 1983. Elle comprend un clocher élevé sur plan carré avec sa flèche et deux nefs datant du XVe siècle. La porte sud date du XVIIe siècle et la façade du XVIIIe siècle[32].
- L'ancienne usine de tabletterie Lesieur-Lesbroussart[17]
- Paysage : « Côte de Sainte-Geneviève » et « Bois de Sainte-Geneviève ».

### Héraldique
|  | Les armes de la commune se blasonnent ainsi : Écartelé, au 1) d'azur à Sainte Geneviève de face tenant un cierge de sa senestre le tout d'argent, au 2) de sinople à l'épi de blé d'or, au 3) de sinople au silex d'argent, au 4) d'azur à l'éventail d'or et d'argent, sur le tout une croix du même. |